# 대불정여래밀인수증요의제보살만행수능엄경 권2, 10
대불정여래밀인수증요의제보살만행수능엄경 권2, 10(大佛頂如來密因修證了義諸菩薩萬行首楞嚴經 卷二, 十)은 대한민국 경기도 성남시 분당구 한국학중앙연구원에 있는 조선시대의 목판본 책이다. 2007년 4월 20일 대한민국의 보물 제1515호로 지정되었다.

## 개요
『대불정여래밀인수증요의제보살만행수능엄경』은 줄여서 "대불정수능엄경" 또는 "능엄경"으로 부르기도 하는데, 부처님의 말씀을 머리 속으로만 이해하는데 그치지 않고 자신이 직접 경험하여 얻을 것을 주요사상으로 하고 있다. 능엄경은 전10권으로 되어 있으며, 지금도 우리나라의 일부 선종사찰에서는 이 경의 제7권에 수록된 수능엄다라니를 외우는 것을 매일의 일과로 삼고 있다.
『능엄경』은 고려 소자본 능엄경을 비롯하여 조선시대 초기의 대자본, 활자본, 간경도감에서 간행한 언해본을 비롯하여 다양한 판본이 전래되고 있다. 이 중 한국학중앙연구원 소장본은 1462년(세조 8)에 간경도감(刊經都監)에서 목판으로 간행한 전10권 중 권2와 권10의 2책에 해당된다. 이 책 본문의 일부에는 오자(誤字)를 오려내고 수정자를 배면에 부치는 방식으로 수정되어 있는데, 주로 아난(阿難)의 한글음 ‘아’자에서 나타나고 있다. 자체(字體)는 매우 해정한 해서체로 세조의 친필을 바탕으로 하고 있으며, 전체적으로 송설체의 필의가 느껴진다.
한글자체는 당시 활자본에서 보여주고 있는 것과 같이 정방형의 고딕체 소자로 쓰여 있다. 한글에는 방점(傍點)이 붙어 있어 한글 창제 무렵 국어의 특징을 연구하는데 중요한 자료적 가치를 지닌다.
이 『능엄경』은 그 판본이 ‘간경도감판(刊經都監版)’으로 국역 을해자본(乙亥字本)의 완성본으로 당시 국역판의 규범이 된 것이며, 한글과 동국정운식 한자음을 적용한 국역서로서 그 가치가 높이 평가된다.

## 같이 보기
- 간경도감

## 참고 자료
- 대불정여래밀인수증요의제보살만행수능엄경 권2, 10 - 국가유산청 국가유산포털